# Hans Fehlhaber
Hans Max Julius Fehlhaber (* 19. April 1881 in Görtz bei Stettin; † 14. Juli 1974 in Hanau) war ein deutscher Maler und Zeichenlehrer.

## Leben
Fehlhaber wurde als Sohn eines Beamten geboren, der im Jahr 1884 nach Berlin versetzt wurde. Nach Ende der schulischen Ausbildung absolvierte Hans Fehlhaber zunächst eine Lehre als Maler, an die sich ein Kunststudium anschloss. Er besuchte die Kunstgewerbeschulen in Charlottenburg und Magdeburg, später die Schinkel-Akademie in Berlin.
Nachdem er ein Examen als Zeichenlehrer abgelegt hatte, kam Fehlhaber 1906 nach Hanau, wo er vorübergehend als Kunsterzieher an der Mädchenmittelschule Hanau angestellt wurde. Dieses Arbeitsverhältnis wurde ein Jahr später in eine Festanstellung umgewandelt.
Sein Wirken als Lehrer wird als sehr fruchtbar bezeichnet; die Werke seiner Schülerinnen wurden in vielen Städten Deutschlands, aber auch in Finnland und den Vereinigten Staaten ausgestellt.
In den Schulferien bereiste Fehlhaber Deutschland, Holland, Belgien und Frankreich, in späteren Jahren auch den Balkan, Spanien, Griechenland, die Türkei und Nordafrika, von wo er stets neue Anregungen zu seinen Werken mitbrachte. Im Jahr 1946 verließ er den Schuldienst und ging in den Ruhestand.

### Mitgliedschaften
Fehlhaber war Mitglied des Hanauer SIMPLICIUS.

### Privates
Hans Fehlhaber war in erster Ehe mit Gertrud Fehlhaber verheiratet – aus dieser Ehe gingen ein Sohn und zwei Töchter hervor. Seine Wohnung und Atelier befanden sich in Hanau, am Markt 4. Nach dem Krieg war dieses Haus zerstört und er lebte mehrere Jahre in Kahl am Main, wo er seine zweite Frau kennenlernte. Später zog er zurück nach Hanau in den Salisweg 77, wo er bis zu seinem Tod lebte und arbeitete.
Am 8. Juli 1938 heiratete er in Seligenstadt seine Schülerin Maria Elisabeth Naleppa. Aus dieser Ehe ging die Tochter Brigitte Fehlhaber (* 7. Dezember 1939) hervor.
Er war befreundet mit dem Hanauer Maler Reinhold Ewald.
Zwischen 1955 und 1970 reiste er immer wieder nach Südeuropa und Nordafrika, wo er dort v. a. das Leben auf Märkten, in Straßen und an Stränden skizzierte.
Hans Fehlhaber wurde auf dem Friedhof in Hanau/Kesselstadt begraben (das Grab wurde bereits aufgelöst).

## Werk
Fehlhabers Werk umfasst Porträts, Akte, Landschaftsbilder, Stillleben und Straßenskizzen, die in vielen Privatsammlungen und Museen zu finden sind.
1938 war Fehlhaber mit einer Kohlezeichnung (Ertrunkener Steinbruch) auf der Großen Deutsche Kunstausstellung in München vertreten.

### Stil
Anfänglich der sachlichen bzw. naturalistischen Darstellung verpflichtet, löste sich im Lauf seines langen Lebens die Bindung zum Gegenstand; über „impressionistisch geprägte Arbeiten“, gelangte er zu Werken, die „abstrahiert (...) in Farbe und Form“ waren. Hierbei erreichte er einen „erstaunlich hohen Abstraktionsgrad“. Fehlhaber selbst sprach in diesem Zusammenhang von Entstofflichung. Andere Bilder sind dem Kubismus zuzuordnen.

### Bewertung des Werks
Fehlhaber schuf Skizzen, die er später zu Ölgemälden ausbaute, wobei – bedingt durch die Spontaneität und Dichte – die Zeichnungen eine höhere Authentizität erreichen.

### Selbstzeugnis
Fehlhaber schrieb über sein Werk, es sei geleitet von „einem starken Willen zum Höheren, zum Geistig-Seelischen“ und er fühle sich gelenkt „durch einen Glauben an jene ewigwirkende Kraft, die wir mit Gott bezeichnen.“

### Ausstellungen
zahlreich Ausstellungen im Rhein-Main-Gebiet wie bspw.
- 1966 Große Ausstellung anlässlich des 85. Geburtstages im Rathaus Hanau
- weitere Ausstellungen in Aschaffenburg, Bad Orb, München, Palermo
- Bis zu seinem Tod Teilnahme an den jährlichen Ausstellungen des Künstlerbundes SIMPLICIUS[4]